# Деспотова капија
Деспотова капија, Источна горњоградска капија или Капија деспота Стефана Лазаревића једна је од многобројних капија на Београдској тврђави, изграђена у целини са суседним фортификацијама, на месту где се у средњем веку налазио главни улаз у Београдску тврђаву. Поред капије се налази и масивна четвороугаона Диздарева кула у којој је сада Опсерваторија Астрономског друштва „Руђер Бошковић”.
Заједно са североисточним бедемом представља најбоље очувани сегмент средњовековног Горњег града из прве половине 15. века, јер је једина очувана капија у свом првобитном облику.

## Положај и изградња
Београдску тврђаву у време деспота Стефана чине Горњи и Доњи град са источним и западним подграђем. Како према Београдској тврђави воде улице Кнез Михаилова и Узун Миркова. На том правцу су главне тврђавске капије - Стамбол-капија (унутрашња и спољна) и Сахат-капија. У средњовековно утврђење улазило се са:
- источне стране (поред данашњег Зоолошког врта), кроз Зиндан капију и Деспотову капију Горњег града.
- док се Доњем граду прилази из Булевара војводе Бојовића, кроз Видин капију и из Карађорђеве улице кроз Мрачну капију.[3] Из овога видимо да се Деспотова капија налазила на главном прилазу који је са североисточне стране Београдске тврђава, водила ка Западном подграђу и даље Доњем граду.

На овом месту је, у време владе краља Стефана Лазаревића, изграђена првобитна капија, која је касније у време владавине деспота Стефана Лазаревића, између 1404. и 1427. године, замењена Деспотовом капијом и Деспотовом кулом.

## Историја
Београдска тврђава је једна од најстаријих европских фортификација чије се настајање везује за крај старе и почетак нове ере и за боравак Римљана на овим просторима. После пада Римског царства тврђаву су обновили византијски цареви Анастасије и Јустинијан – првих деценија шестог века. Веома значајна за данашњи облик и организацију простора тврђаве била је обнова коју је извео деспот Стефан Лазаревић у периоду између 1404. и 1427. године, када се и датује изградња Деспотове капије и Деспотове куле. 
Одмах по преузимању Београда, Стефан је веома смишљено приступио обнови и изградњу његовог утврђења, које су Османлије разрушиле 1397. године. Поред тога, он је започео и радове на развоју самог града, који су извођени до краја његове владавине, а већ 1405. године, Стефан је у њега пренео своју престоницу, која се до тада налазила у Крушевцу. У западном делу Горњег града тада се налазило унутрашње утврђење. Део тог утврђења је сачувано и уклопљено у нову концепцију фортификације, а стара капија која је утврђење спајала са простором на падини је затворена а отворене су нове капије унутрашњег утврђења (од којих је једна од њих и Деспотова капија). Новија истраживања су показала да се у деспотово време улазило у тај простор преко „моста на вагу” односно кроз снажно брањену улазну кулу, јер је читав унутрашњи град био опасан са спољне стране дубоким ровом. Према томе приступ кроз капију био је могућ само преко покретног моста, па су се зато у средњем веку на овом мосту водиле најжешће битке.
Београдску тврђаву су освојиле Османлије 1521. године, а 1690. године, ја пала у руке Аустријанца. Османлије су је поноово заузеле, да би се на  њој велики градитељски захват предузели Аустријанци у време своје друге окупације Београда, између 1717. и 1739. године. Обнова је изведена по плановима генерала Николе Доксата де Мореза. У том периоду Деспотова капија није претрпела већа разарања.
Срби су коначно преузели тврђаву од Турака 1867. године. Наредних осам деценија у Београдској тврђави боравиће српска, односно југословенска војска.

## Архитектура

### Деспотова капија
Деспотова капија се састојала из два дела односоно из две капије, због постојања двоструких бедема:
- мање у склопу спољашњег бедема,
- веће у склопу унутрашњег бедема.

Унутрашња капија је имала одбрамбени балкон – машикулу, испод које се налазила ниша за икону Богородице заштитнице града. Испред капије се налазио некада покретни, а данас фиксни мост. 
- Унутрашњи део капије
- Спољашњи део капије са мостом

### Комплекс Деспотова кула са капијом
Поред капије налази се и масивна четвороугаона Диздарева или Деспотова кула. Назив је добила по томе што је у другој половини 18. века у њој становао диздар – заповедник Тврђаве.
Кула је тешко страдала у бомбардовању Београда 1915. године и делом је реконструисана 1938. године. Крајем седамдесетих година 20. века на кули је реконструисано круниште са зупцима.
У Диздаревој кули данас се налази Опсерваторија астрономског друштва „Руђер Бошковић”.

## Заштита
Деспотова капија, заједно са Деспотовом кулом, проглашена је за просторну културно-историјска целину са статусом културног добра од изузетног значаја за Београд и Републику Србију.